# La Légende de Viy
À ne pas confondre avec la trilogie cinématographique Les Chroniques de Viy, sortie en 2018-2019.
Série
La Légende du dragon
(2019)
Pour plus de détails, voir Fiche technique et Distribution.
La Légende de Viy (Вий, Viï) est un film en 3D réalisé par Oleg Steptchenko (ru), sorti en 2014. Coproduit par les studios russes, ukrainiens et tchèques, il est librement adapté de la nouvelle Vij de Nicolas Gogol.
C'est le troisième film (et le premier film russe) au box-office en Russie en 2014.
Une suite intitulée La Légende du dragon sort en 2019.

## Synopsis
Au début du XVIIIe siècle, le cartographe Jonathan Green entreprend un voyage scientifique en Europe de l'Est. Après avoir traversé les Carpates, il découvre un village isolé dans la forêt. Les villageois ont creusé de profonds fossés pour se protéger du mal, mais celui-ci vient en fait de l'intérieur du village.

## Fiche technique
- Réalisation : Oleg Steptchenko
- Scénario : Aleksandre Karpov et Oleg Steptchenko (ru), d'après la nouvelle Vij de Nicolas Gogol
- Photographie : Vladimír Smutný
- Montage : Oleg Steptchenko
- Musique : Antón García
- Pays d'origine :  Russie
- Langue originale : russe, anglais
- Format : couleur - 1,85:1
- Genre : horreur, fantastique
- Durée : 127 minutes
- Dates de sortie :
  -  Russie : 30 janvier 2014

## Distribution
- Jason Flemyng (VF : Philippe Vincent) : Jonathan Green
- Alexeï Tchadov : Petrus
- Anna Tchourina : Miss Dudley
- Charles Dance : Lord Dudley
- Agnia Ditkovskyte : Nastoussia
- Andreï Smoliakov : père Païssy
- Yola Sanko (ru) : fille du père Païssy
- Igor Jijikine : Doroch
- Anatoli Gouchtchine (ru) : Gorobets
- Oleg Taktarov : Gritsko
- Valery Zolotoukhine : Yavtukh
- Youri Tsourilo : Sotnik
- Olga Zaïtseva (ru) : Pannotchka
- Aleksandre Yakovlev (ru) : Cosaque qui louche
- Nina Rouslanova : femme de Yavtukh
- Aleksandre Karpov : Panas
- Ivan Mokhovikov (ru) : Khalyava
- Alekseï Petroukhine (ru) : Khoma Brutus
- Viktor Bytchkov (ru) : forgeron Taras
- Alekseï Ogourtsov : Spirid

## Accueil

### Accueil critique
Il obtient 57 % de critiques positives sur la base de 42 critiques collectées, sur le site russe agrégateur de critiques Kritikanstvo.

### Box-office
Le film a rapporté plus de 34 000 000 $ au box-office russe, ce qui en fait le plus grand succès commercial de l'année 2014 dans ce pays pour un film russe.